# Times Publishing Company
Times Publishing Company è una casa editrice di periodici statunitense. La sua pubblicazione di punta è il Tampa Bay Times (ex St. Petersburg Times), un quotidiano che copre l'area della Tampa Bay, in Florida. Pubblica anche la rivista economica Florida Trend e il quotidiano tbt*.
La Times Publishing Company ha sede a Saint Petersburg, in Florida, ed è di proprietà del Poynter Institute, una scuola di giornalismo senza scopo di lucro a Saint Petersburg. L'attuale presidente e CEO della Times Publishing Company è Paul Tash, che è anche editore del Tampa Bay Times.

## Pubblicazioni
The Times Publishing Company possiede molte altre pubblicazioni e siti web, la maggior parte delle quali sono in co-branding con il Tampa Bay Times.
- tampabay.com è il sito del Times. Gli articoli possono essere visualizzati gratuitamente. Gli abbonati alle edizioni cartacee o elettroniche del Times hanno accesso a un'edizione digitale del Times che assomiglia al layout della carta stampata.[2]
- Bay è una rivista di lusso distribuita agli abbonati in quartieri selezionati dell'area di Tampa Bay nelle edizioni domenicali del Tampa Bay Times e pubblicata sei volte l'anno. Ha iniziato la pubblicazione nel 2008.
- Florida Trend è una pubblicazione di notizie orientata al business. Si descrive come "la fonte rispettata di intuizioni per i leader della Florida: dirigenti aziendali, alti funzionari governativi e trend setter civici". I suoi lettori mensili di stampa sono 150.000.[3]
- Tampa Bay Newspapers sono giornali settimanali che servono le comunità locali nella contea di Pinellas. Includono Beach Beacon, Belleair Bee, Clearwater Beacon, Dunedin Beacon, Largo Leader, Seminole Beacon e Pinellas Park Beacon, oltre a TBN Weekly Online e un'edizione digitale. L'ufficio generale dei giornali di Tampa Bay si trova a Seminole.[4] La loro tiratura complessiva è di 143 000 copie.[5]
- tbt* è un tabloid gratuito nei giorni feriali che viene commercializzato "principalmente dai 25 ai 39 anni" nell'area di Tampa Bay. Gran parte del suo contenuto riguarda eventi sociali. La sua circolazione giornaliera è di circa 80.000.[6]
- tb-two* è un tabloid settimanale scritto da studenti delle scuole superiori dell'area di Tampa Bay in collaborazione con gli editori di tbt * e del Times. Ha iniziato la pubblicazione nel 2009. Viene pubblicato ogni giovedì con una tiratura di circa 60 000 copie settimanali.[7]
- Senior Living Guide è un elenco di servizi di alloggio, assistenza domiciliare e assistenza medica per gli anziani. Raggiunge 500.000 lettori.[8]
- Times Events sono eventi nell'area di Tampa Bay presentate dal Times, tra cui spettacoli casalinghi e fiere del lavoro.[9]
- PolitiFact è un sito giornalistico che si occupa di fact-checking nella politica americana. Ha vinto il Pulitzer per il reportage nazionale nel 2009.

Il Times possedeva e pubblicava un quotidiano serale, l'Evening Independent, dal 1962 fino alla sua chiusura nel 1986. I numeri dell'Evening Independent possono essere visualizzati in Google News Archive.
Il 3 maggio 2016, la Times Publishing Company ha annunciato l'acquisto del quotidiano concorrente del Times, The Tampa Tribune, da Revolution Capital Group, affermando che intende creare un quotidiano di proprietà locale finanziariamente sicuro nella regione di Tampa Bay. Quel giorno il Times terminò la pubblicazione del Tribune. L'acquisizione del Tribune da parte del Times include anche le seguenti pubblicazioni, che continueranno a uscire:
- Highlands Today, un quotidiano che serve la contea di Highlands, Florida, precedentemente pubblicato come supplemento del Tribune.
- The Suncoast News, una catena di giornali settimanali di quartiere a Pasco e nelle contee settentrionali di Pinellas.
- Centro, quotidiano in lingua spagnola.

Highlands Today è stato venduto e chiuso più tardi nel 2016.